# Nora Cortiñas
Nora Morales de Cortiñas (Buenos Aires, 22 de marzo de 1930 - 30 de mayo de 2024), más conocida como Nora o Norita Cortiñas, fue una psicóloga social, militante y defensora de los derechos humanos argentina, cofundadora de Madres de Plaza de Mayo y posteriormente de Madres de Plaza de Mayo Línea Fundadora.
Su hijo Gustavo Cortiñas, militante del Partido Justicialista y de la organización Montoneros en la Villa 31, fue detenido desaparecido en Castelar, provincia de Buenos Aires, el 15 de abril de 1977, cuando trabajaba en el Ministerio de Economía de la Nación, luego de haber pasado anteriormente por el INDEC y la Comisión Nacional de Valores, por parte de miembros de las Fuerzas Armadas.

## Actividad
Fue psicóloga social y profesora en la facultad de Ciencias Económicas de la Universidad de Buenos Aires. Desde 1998 hasta su fallecimiento, fue Titular de la cátedra de «Poder Económico y Derechos Humanos».
Desde 1977 Nora Cortiñas formó parte de las Madres de Plaza de Mayo Línea Fundadora, quienes reclaman a las autoridades el castigo para los culpables de los secuestros, torturas y desapariciones forzadas de aproximadamente 30000 casos de personas desaparecidas durante la dictadura militar de 1976 a 1983. Viajó por todos los continentes llamando a la solidaridad con los familiares de los desaparecidos y la sanción a los culpables de los crímenes de lesa humanidad en su país. Como profesora universitaria ha realizado análisis y estudios acerca de la relación entre la dictadura militar, deuda externa y crisis económica en Argentina.
Mostró su apoyo a la causa del aborto legal, siendo oradora en la marcha de Ni una menos del 4 de junio del 2018 a favor del mismo.

## Algunos homenajes

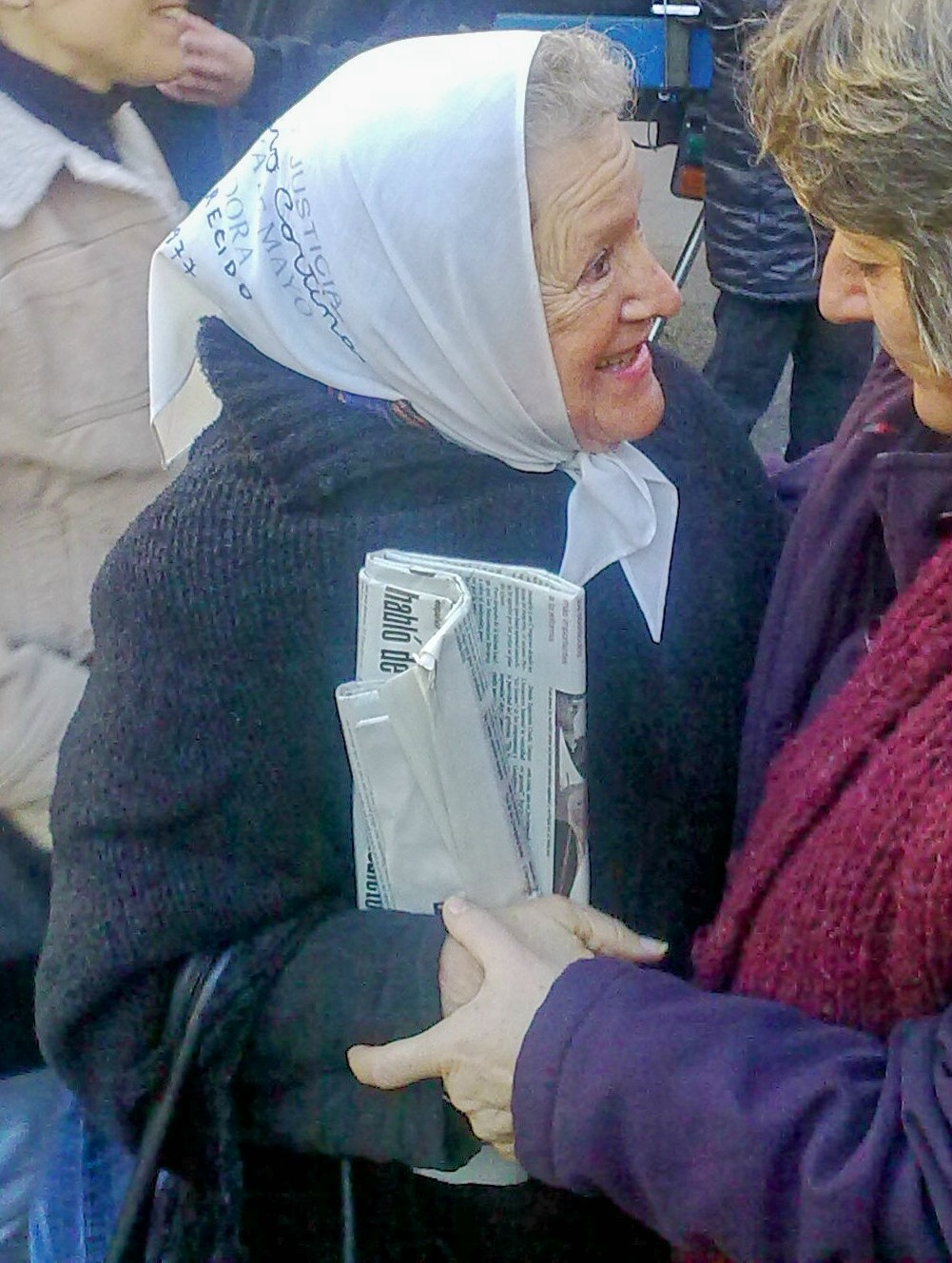
Nora Morales de Cortiñas

Doctora honoris causa por la Universidad Libre de Bruselas, Bélgica en el año 2000. También la Universidad de Salta le concedió el 2004 un doctorado honoris causa, por su trayectoria en defensa de los derechos económicos y sociales de la población argentina.
En 2012, la Universidad de Buenos Aires la distinguió con el doctorado honoris causa, ocasión en la que dijo: «es un abrazo, fuerte, fuerte, que lo comparto con mi familia y que le dedicó a Gustavo a quien hoy le hice una ofrenda, al presentar un habeas corpus como muchos que presenté por años desde el primer día en que se lo llevaron (...) Quiero compartir esta distinción con las madres que fueron llevadas por la dictadura, desde la iglesia de la Santa Cruz a la EsMA; con todas las madres compañeras de lucha».
El viernes 18 de octubre de 2019 recibió el título "Doctora Honoris Causa" en la facultad de trabajo social de la Universidad Nacional de Entre Ríos (UNER) en la ciudad de Paraná.
El 14 de diciembre de 2010 los trabajadores del IMPA homenajearon a Nora Cortiñas con la inauguración en su edificio de un teatro con su nombre, «por su incansable lucha en defensa de los Derechos Humanos y su solidaridad permanente con todas las luchas de nuestro pueblo».
El 25 de marzo de 2008, trabajadores del Indec y militantes políticos recordaron la labor de su hijo como encuestador y descubrieron una placa donada por los obreros de la exfábrica Zanon. Ese día le entregaron el legajo de su hijo, que aún se conservaba en el instituto.
En 2012 se estrenó el documental "Norita, Nora Cortiñas" con dirección y guion de Miguel Mirra.
En 2017 la editorial Sudestada editó, como parte de su colección Para chicos y chicas, el número 20 dedicado a la vida de Norita, con textos de Vanesa Jalil e ilustraciones de Julio Ibarra.
También el cantautor uruguayo Alejandro Balbis le escribió una canción, titulada «Desayuno sin hablar», que según explicó fue "producto de largas conversaciones con Nora Cortiñas".
En 2019 recibió el Premio Derechos Humanos, compartido con Victoire Ingabire Umuhoza.
En 2021 le fue otorgado el reconocimiento como "Personalidad destacada de la Universidad de Buenos Aires", durante los festejos por el Bicentenario de dicha universidad, recibiendo también una medalla personalizada, una moneda acuñada por la Casa de la Moneda y un sello postal del Correo Argentino (especialmente elaborados para la ocasión).
Un club de fútbol argentino lleva su nombre: el Norita Fútbol Club. Nacido en 2017, tomó su nombre por ser una figura de lucha y militancia. En 2022 se constituyó formalmente, con la firma del estatuto oficial a mano de Cortiñas, designada presidenta honoraria del mismo.